# راي أندرسون
راي أندرسون (بالإنجليزية: Ray Anderson)‏ (31 أغسطس 1944 - ) هو ملاكم أمريكي.

## روابط خارجية
- راي أندرسون على موقع بوكس ريك (الإنجليزية) (registration required)